# Daniel Rufeisen

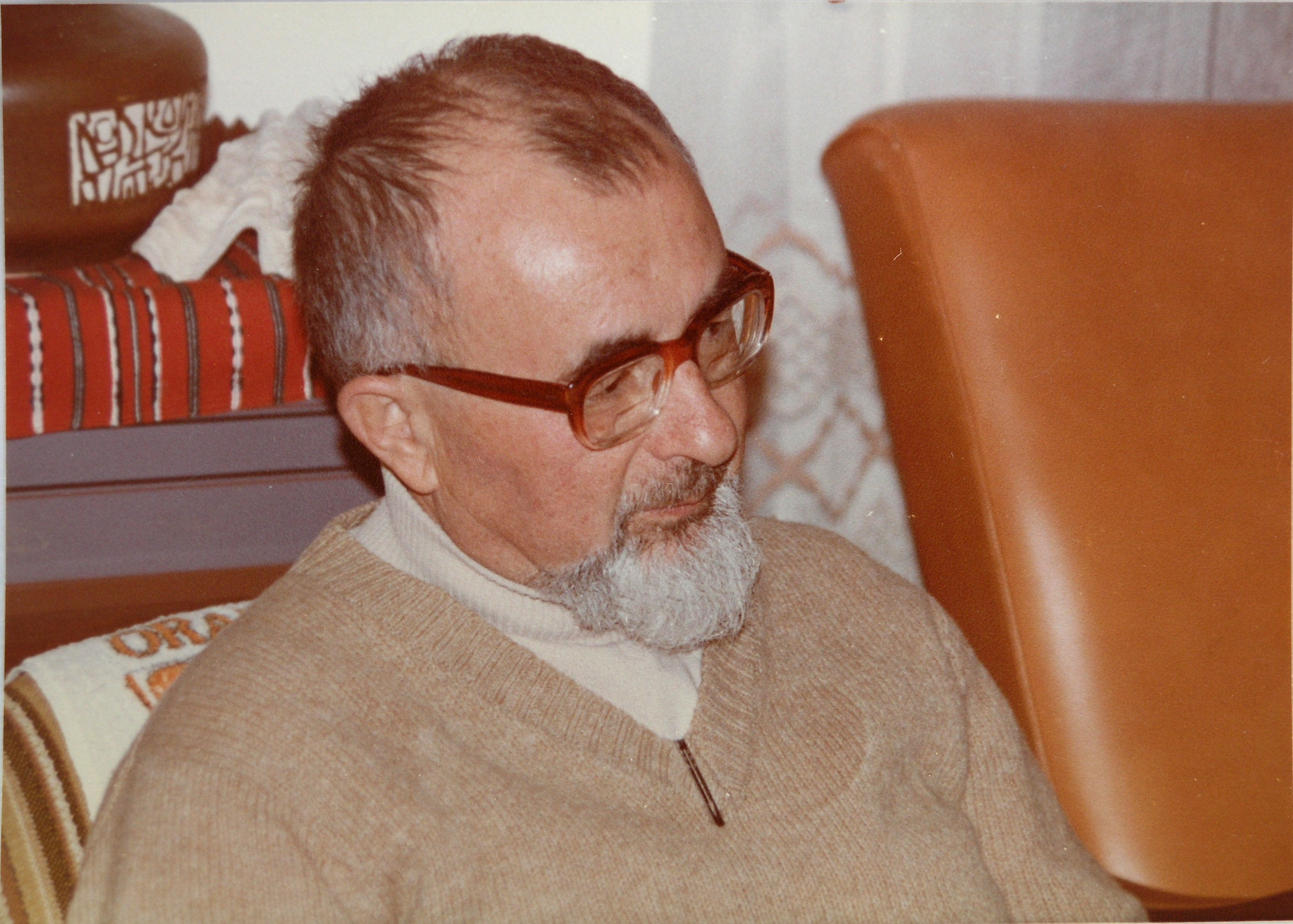
P. Daniel Rufeisen OCD

Daniel Rufeisen (* 29. Januar 1922 in Zadziele bei Żywiec als Shmuel Oswald Rufeisen; † 1. Juli 1998 in Haifa) war ein Karmelit und Ordenspriester.

## Leben
Oswald Rufeisen wuchs in einem gebildeten jüdischen Elternhaus in Polen auf. In seiner Familie wurde Deutsch gesprochen. Schon früh hatte er Kontakt zur zionistischen Bewegung. Als Hitlers Truppen Polen überfielen, floh die Familie nach Osten. Seine Eltern blieben jedoch zurück und wurden in Auschwitz-Birkenau ermordet. Oswald Rufeisen gelangte zunächst nach Wilna in Litauen und schloss sich dem Kibbuz Akiba an, der dort nach dem Vorbild der Kibbuzim in Palästina entstanden war. Nachdem der Krieg und die deutsche Besatzung Litauen erreicht hatten, kam es zu einer planmäßigen Ermordung der dort lebenden Juden, die Oswald Rufeisen auf abenteuerliche Weise überlebte. 1941 floh er weiter nach Osten und gelangte nach Mir in Belarus. Da er akzentfrei Deutsch sprach, gelang es ihm, sich als ethnisch deutscher Pole auszugeben. Er arbeitete als Dolmetscher für die Polizei im deutsch besetzten Gebiet (Generalkommissariat Weißruthenien). Gleichzeitig hielt er Kontakt zu jüdischen Partisanen, informierte sie über die Pläne der Deutschen und versorgte sie mit Waffen.
Am 13. August 1942 sollte das Ghetto im Schloss Mir liquidiert werden. Rufeisen lockte die Gendarmen mit einer falschen Partisanenmeldung fort und warnte die dortigen Juden, sodass etwa dreihundert Insassen des Ghettos in die Wälder entkommen konnten. Rufeisen wurde denunziert, inhaftiert und verhört. Unmittelbar vor seiner Hinrichtung konnte er fliehen und sich in einem Nonnenkloster verstecken. Dort las er im Neuen Testament, beschloss Christ zu werden und ließ sich taufen. Später schloss er sich den Partisanen an.
Nach dem Zweiten Weltkrieg trat Oswald Rufeisen als Postulant bei den Karmeliten ein und erhielt zur Einkleidung den Ordensnamen Daniel Maria. 1952 wurde Daniel zum Priester geweiht. Sieben Jahre später ging er im Auftrag des Ordens als Seelsorger nach Israel. Obwohl er Ordenspriester war, beantragte er aufgrund seiner jüdischen Herkunft und unter Berufung auf das Rückkehrgesetz die israelische Staatsbürgerschaft, die ihm jedoch verwehrt wurde. Seine 1962 angestrengte Klage vor dem Obersten Gericht Israels blieb erfolglos; in ihrem mehrheitlichen Grundsatzurteil entschieden die Richter, wer einer anderen Religion angehöre, könne kein Jude sein. Dennoch wurde ihm bald darauf in Anerkennung seines selbstlosen Einsatzes für das jüdische Volk die israelische Staatsbürgerschaft gewährt. Pater Daniel hörte auch als Christ nie auf, sich als Teil des jüdischen Volkes zu fühlen.
In Israel betreute er zunächst eine Gemeinde, die überwiegend aus polnischen Katholiken bestand, die mit Juden verheiratet waren. Daneben arbeitete er als Fremdenführer. Schon vor dem zweiten vatikanischen Konzil begann Pater Daniel damit, die Gottesdienste in der Landessprache zu feiern. Die Gemeinde der hebräisch sprechenden Christen in Haifa entstand zusätzlich zu derjenigen arabischer Christen. Zudem verstand sie sich in der Tradition der Jerusalemer Urgemeinde, die aus dem jüdischen Glauben heraus entstanden ist.
Unterstützt wurde Pater Daniel in der Gemeindeleitung durch die aus Münster stammende Pastoralreferentin Elisheva (Elisabeth) Hemker. Sie gab auch 1978 den Anstoß zur Einrichtung eines Altenwohnheimes in Nahariya. Hier sollte eine geistliche Heimat für die altgewordenen Mitglieder der Gemeinde entstehen. Viele der Bewohner hatten ihren jüdischen Angehörigen in den Zeiten der Verfolgung geholfen und waren nun selbst auf Hilfe angewiesen. Kurz nach dem Tod Pater Daniels wurde der Bau einer Seniorenwohnanlage in Haifa beendet, die nun seinen Namen trägt.
Eine langjährige Freundschaft hielt Rufeisen auch zu Wilhelm Bruners. Dieser hat die zahlreichen Gespräche unter anderem in seinem noch in Israel entstandenen Text Gespräch über Gott verarbeitet.